# Ofensiva Praga
Operațiunea ofensiva Praga (în rusă Пражская наступательная операция – Prajskaia nastupatelnaia operația) a fost ultima bătălie importantă a celui de-al doilea război mondial de pe teatrul de război din  Europa. Batălia de la Praga s-a desfășurat în perioada 6 – 11 mai 1945 pe frontul de răsărit. Particularitatea principală a acestei bătălii este  faptul că luptele au continuat și după ce Reichul a capitulat pe 8/9 mai. O altă particularitate este aceea că bătălia a fost declanșată în paralel cu Insurecția din Praga.
Orașul Praga a fost în cele din urmă eliberat de trupele sovietice și de aliații lor. Toți militarii germani care făceau parte din Grupul de Armate Centru (Heeresgruppe Mitte) au fost ori uciși, luati prizonieri sau au căzut în mâinile sovieticilor după capitulare.  Capitularea Grupului de Armate Centru s-a petrecut la nouă zile după căderea Berlinului și la trei zile după Ziua Victoriei.

## Operațiunile militare
Din 30 aprilie până pe 1 mai 1945, Obergruppenführerul SS Karl Hermann Frank, (care era și general Waffen SS și general de poliție), a anunțat la radioul praghez că orice încercare de insurecție antigermană va fi înecată într-o "mare de sânge".  Situația în Praga era foarte instabilă. Frank era conștient că spre Praga se îndreptau militarii mai multor fronturi sovietice. În aceste condiții, germanii au trebuit să facă față unei populații foarte ostile.
Asaltul sovietic asupra orașului a zdrobit ultimele forțe importante naziste din Europa. Atacul asupra orașului a fost dat de Fronturile I (Ivan Konev), al II-lea (Rodion Malinovski) și al IV-lea Ucrainene (Andrei Eremenko). În  rândurile acestor fronturi sovietice erau încadrate și Armata a II-a Poloneză, Prima și A patra Armată Română și Corpul I al Armatei Cehoslovace.  Fronturile sovietice aveau efective de peste 2 milioane de luptători. Pentru a participa la Ofensiva Praga, militarii Frontului I Ucrainean au efectuat un marș forțat din regiunea de sud a Berlinului, imediat după ce și-au îndeplinit misiunea în Bătălia Berlinului.
Uriașei forte de atac sovietice i s-au opus cel mult 900.000 de soldati germani din Armatele Panzer I și a IV-a, Armatele a VII-a și A XVII-a Germane. Toate aceste trupe erau resturile Grupului de Armate Centru (Ferdinand Schörner). Alături de acești  militari se mai aflau unități de dimensiuni medii care făcuseră parte din Grupul de Armate Sud (Lothar Rendulic).
Asaltul sovietic a zdrobit efectiv forțele germane și au venit decisiv în ajutorul partizanilor cehi angajați în Insurecția din Praga. Această insurecție fusese declanșată pe 5 mai. Pe 8 mai forțele germane angajate în luptele cu cehii s-au retras din Praga.
Partizanii cehi au fost ajutați pentru puțină vreme de militarii Diviziei I de Infanterie a Armatei de Eliberare a Rusiei (ROA) din cadrul Diviziei a 600-a de Infanterie Germană. Divizia I a RAO de sub comanda generalului Serghei Buniacenko era plasată în apropierea Pragăi și a sprijinit insurecționarii cehi împotriva germanilor în primele zile de luptă. Armata de Eliberare a Rusiei fusese creată de generalul sovietic Andrei Vlasov, care căzuse prizonier la germani și trecut de partea naziștilor,. Această armată ar fi trebuit să fie o forță rusă anticomunistă. Militarii ROA au încercat să ocupe niște poziții care să le permită să evite atacul direct sovietic pe de-o parte, și pe de altă parte să le asigure posibilitatea predării în mâninile americanilor. De altfel, pe 8 mai, generalul Buniacenko și militarii ruși din subordinea sa au încercat să se predea americanilor. Până în cele din urmă, Buniacenko, Vlasov și militarii ROA au fost predați sovieticilor.
Pe 9 mai 1945, trupele sovietice au intrat în Praga. Unele subunități germane izolate au mai rezistat până pe 11 mai, sau după unele surse până pe 12 mai.  Flancul stâng al Frontului I Ucrainean au făcut joncțiunea cu Armata a III-a Americană (George S. Patton) în regiunile České Budějovice și Písek, încercuind astfel definitiv orașul. Mai târziu, Fronturile I și al II-lea Ucrainiene au făcut joncțiunea cu americanii în regiunile Karlovy Vary și Klatovy.  Soldații germani și civilii care încercau să părăsească Praga au fost surprinși de trupele sovietice în ofensivă și au fost împrăștiați în dezordine. În toamna aceluiaș an au început expulzările germanilor din Cehoslovacia.
În ziua de 9 mai, feldmareșalul german Ferdinand Schörner a reușit să fugă din Praga spre sud-vest. El a fost capturat de americani și a fost predat mai târziu sovieticilor.

## Urmări
Pe 5 mai, Emanuel Moravec s-a sinucis. Moravec era urât de cehi, fiind considerat trădător și colaboraționist. El își câștigase porecla de "Quislingul ceh."
Pe 14 mai, Dr. Emil Hácha a fost arestat la Praga și a fost internat de urgență într-un spital de lagăr de prizonieri. Hácha fusese președintele statului marionetă Protectoratul Boemiei și Moraviei. Hácha a murit în închisoare în ziua de 26 iunie a aceluiași an.
În mai, primarul Pragăi, profesorul Josef Pfitzner, a fost spânzurat în public. Konrad Henlein, conducătorul germanilor sudeți, s-a sinucis cam în același timp.
Pe 22 mai 1946, Karl Hermann Frank a fost spânzurat după ce a fost condamnat pentru crime de război.
Dr. Wilhelm Frick, un oficial nazist de primă importanță, Protectorul Boemiei și Moraviei, a fost judecat, condamnat pentru crime de război și executat de cehi pe 16 octombrie 1946.
Oberstgruppenführerul Kurt Daluege, ofițer al RSHA (Biroul Central de Securitate a Reichului) și guvernator al Protectoratului Boemiei și Moraviei, a fost capturat de americani și mai apoi extrădat în Cehoslovacia. Daluege a fost judecat și condamnat pentru crime de război și a fost executat prin spânzurare pe 24 octombrie 1946.
În Uniunea Sovietică a fost instituită Medalia pentru Eliberarea Pragăi pentru onorarea participanților la ultima luptă de pe frontul de est.

## Forțele participante la luptă

### Sovieticii
- Frontul I Ucrainean;
  - Armata a II-a Poloneză;
- Frontul al II-lea Ucrainean;
  - Armata I Română;
  - Armata a IV-a Română;
- Frontul al IV-lea Ucrainean;
  - Corpul I al Armatei Cehoslovace.

### Germanii
- Grupul Armate Centru
- Grupul de Armate Sud

## Pierderi

### Sovieticii
- Militari
  - 11.997 morți
  - 40.501 răniți și bolnavi
  - Total 52.498[1]
- Materiale[1]
  - 373 tancuri și tunuri autopropulsate
  - 1.006 piese de artilerie
  - 80 avioane

### Germanii
Aproximativ 850.000 de militari prizonieri, uciși, răniți sau capturați și tot armamentul distrus sau capturat.

## Bibliografia
- Советская военная энциклопедия (Enciclopedia militară sovietică),

A-F: ISBN 0-8133-1429-1, G-O: ISBN 0-8133-1430-5, P-Z: ISBN 0-8133-1431-3